# Jorge Negrete
Jorge Alberto Negrete Moreno (Guanajuato, 30 de noviembre de 1911-Los Ángeles, 5 de diciembre de 1953), conocido como el Charro Cantor, fue un actor y cantante mexicano. Fundó el Sindicato de Trabajadores de la Producción Cinematográfica de la República Mexicana y, junto con un grupo selecto de actores, reorganizó la Asociación Nacional de Actores (ANDA).

## Biografía y carrera
Jorge Alberto Negrete Moreno nació el 30 de noviembre de 1911 en Guanajuato, México, y fue uno de los cinco hijos del matrimonio entre David Negrete Fernández y Emilia Moreno Anaya. 
Estudió en el Colegio Alemán Alexander von Humboldt de la Ciudad de México, donde aprendió alemán, inglés, francés, italiano, sueco y los principios básicos del náhuatl. Posteriormente ingresó al Heroico Colegio Militar, donde se graduó como teniente de Caballería y Administración (Intendencia) del Ejército Mexicano con altas calificaciones.
Se inició en 1937 con la cinta La madrina del Diablo al lado de Sara García; en 1938 filmó Juan sin Miedo junto a Juan Silveti, pero el éxito que lo encumbró fue ¡Ay, Jalisco, no te rajes!, una cinta de 1941 que rodó por toda Latinoamérica, Estados Unidos y España al lado de Gloria Marín, quien pasaría a ser coprotagonista en más de una decena de sus películas.

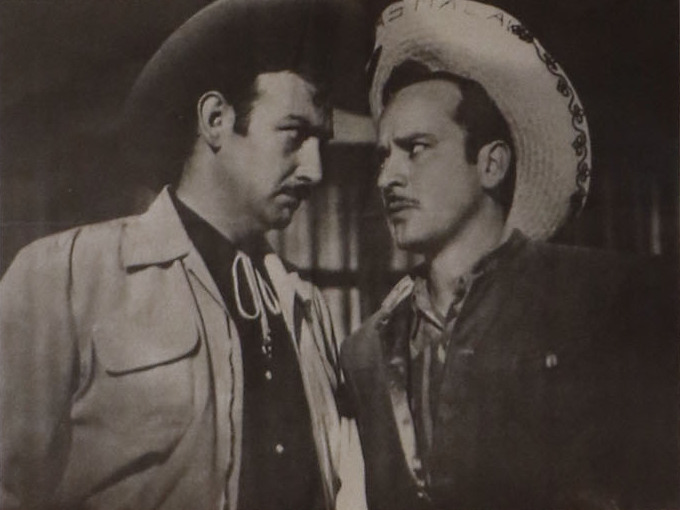
Junto a Pedro Infante (derecha) en Dos tipos de cuidado (1953)

En 1952 protagonizó Los tres alegres compadres, junto a Pedro Armendáriz, Andrés Soler y Rebeca Iturbide; posteriormente protagonizaría con el también cantante y actor Pedro Infante Dos tipos de cuidado, su última película, dirigida por Ismael Rodríguez. Ese año filma también Tal para cual, con Luis Aguilar, María Elena Marqués y la cantante Rosa de Castilla.
En Argentina fue recibido por una multitud. En el Teatro Colón de Buenos Aires cantó, vestido de gaucho, Adiós, Pampa mía, de Mariano Mores, con un lleno total. De ahí viajó a Chile, con un éxito sin precedentes en ese país.
Varios cantantes se han visto influidos porJorge Negrete han expresado su admiración hacia él. 
Jorge Negrete fundó el Sindicato de Trabajadores de la Producción Cinematográfica de la República Mexicana y se anexó la Asociación Nacional de Actores de México, por entonces pequeña. El conflicto de intereses que su lucha gremial generó en el negocio del entretenimiento en México dio lugar a una campaña en su contra por parte de varios productores, campaña en donde se generaron aquellos rumores que aseguraban que Jorge Negrete accedió a cantar música ranchera a la fuerza y casi obligado por las circunstancias, y que en realidad despreciaba el género, así como el rumor de que provenía de una familia de la aristocracia, presentándolo como una persona de noble cuna y que siempre gozó de privilegios, distanciándolo así del pueblo. Ambos rumores infundados y con el expreso propósito de desvirtuar su imagen.

## Vida personal
Estuvo casado en dos ocasiones, la primera con Elisa Christy, y la segunda con María Félix. De su primer matrimonio con Christy procreó a su única hija, Diana Negrete.
Mantuvo relaciones sentimentales con las actrices Gloria Marín y Elsa Aguirre.

## Enfermedad y muerte

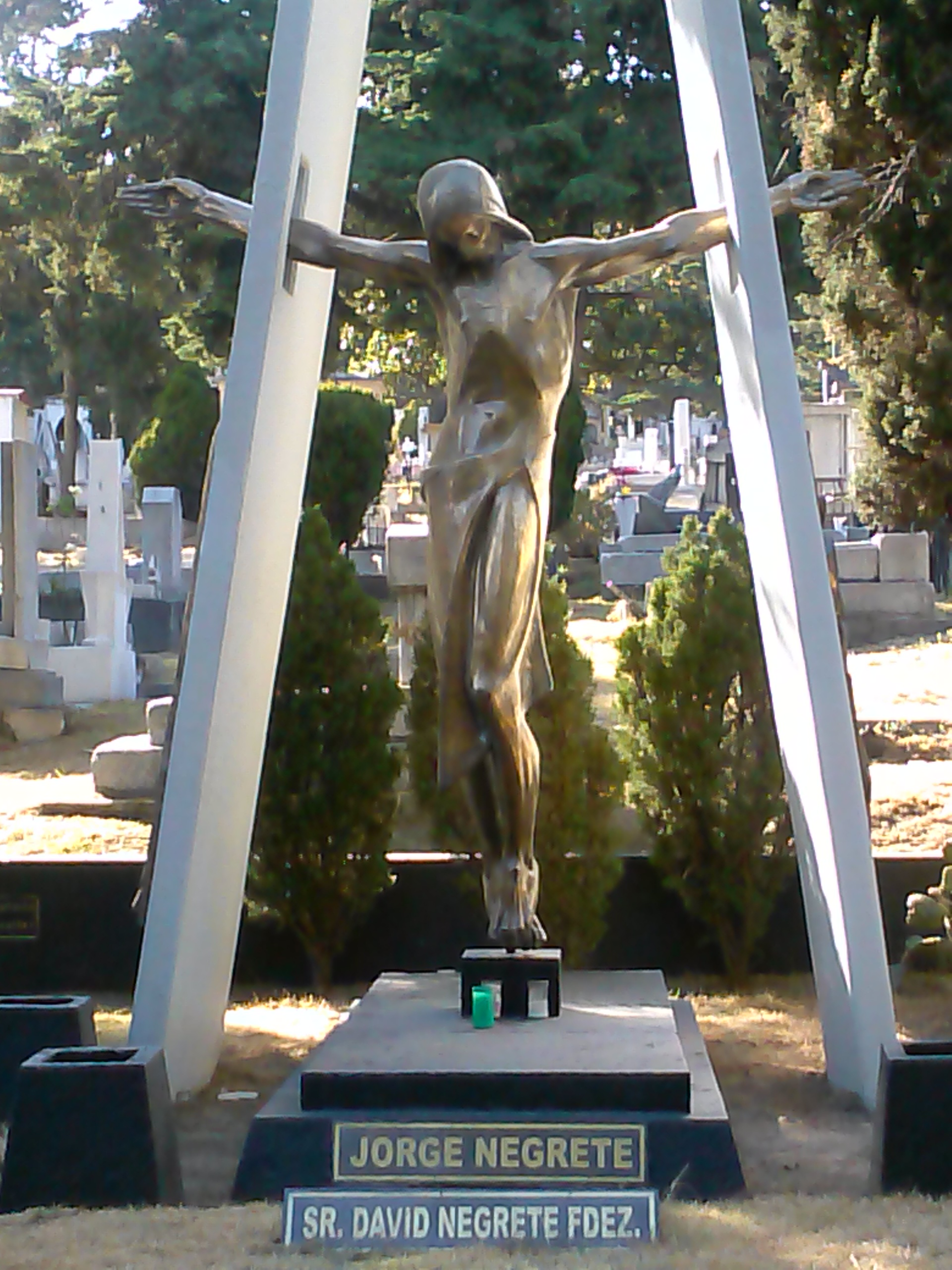
Tumba de Negrete, fotografiada en 2015. Se encuentra ubicada en el Panteón Jardín, en Ciudad de México. La escultura que se observa fue enrejada en 2021 luego de haber sido vandalizada, y tiempo después fue retirada del sepulcro.

Durante su estancia en la ciudad de Los Ángeles, Negrete asistió a una pelea del boxeador mexicano Raúl Macías, cuando se le reventó una de las varices del esófago y estómago con vómito de sangre (hematemesis) y con la presión del hígado produciéndole una hemorragia. Fue prontamente trasladado al Hospital Lebanon Cedars (ahora Centro Médico Cedars-Sinaí), donde permaneció en coma durante varios días. El 5 de diciembre de 1953, Negrete falleció a los 42 años en la ciudad de Los Ángeles, California, a causa de la enfermedad crónica originada por una hepatitis C.

### Funeral
Los días previos a su muerte se transmitían en el cine los noticiarios donde daban información sobre su estado. El día de su muerte fue considerado luto nacional. La tarde del 5 de diciembre de 1953, en todos los cines de México, apareció el aviso de la muerte de Jorge Negrete, y se guardaron cinco minutos de silencio en todas las salas de cine del país, de acuerdo con una orden dada por el político y líder cinematografista Pedro Téllez Vargas.
Por decisión presidencial de Adolfo Ruiz Cortines, el traslado de los restos de Jorge Negrete se hizo en un avión del Gobierno Federal perteneciente a la Secretaría de Agricultura, se ordenó que se velara su cuerpo en el Palacio de Bellas Artes, y que se cubriera su féretro con el lábaro patrio. En el Aeropuerto de la Ciudad de México se aglutinaron cerca de 10.000 personas. Una valla humana de cientos de miles de admiradores bordeaba el trayecto del Teatro de la Asociación de Actores (hoy Teatro Jorge Negrete), hasta llevarlo al Panteón Jardín, donde su cuerpo fue enterrado.

## Filmografía
En 1955 se produjo un homenaje a Jorge Negrete titulado "El Charro Inmortal", dirigido por Rafael E. Portas, el cual es considerado como parte de la filmografía pese a ya no estar físicamente.

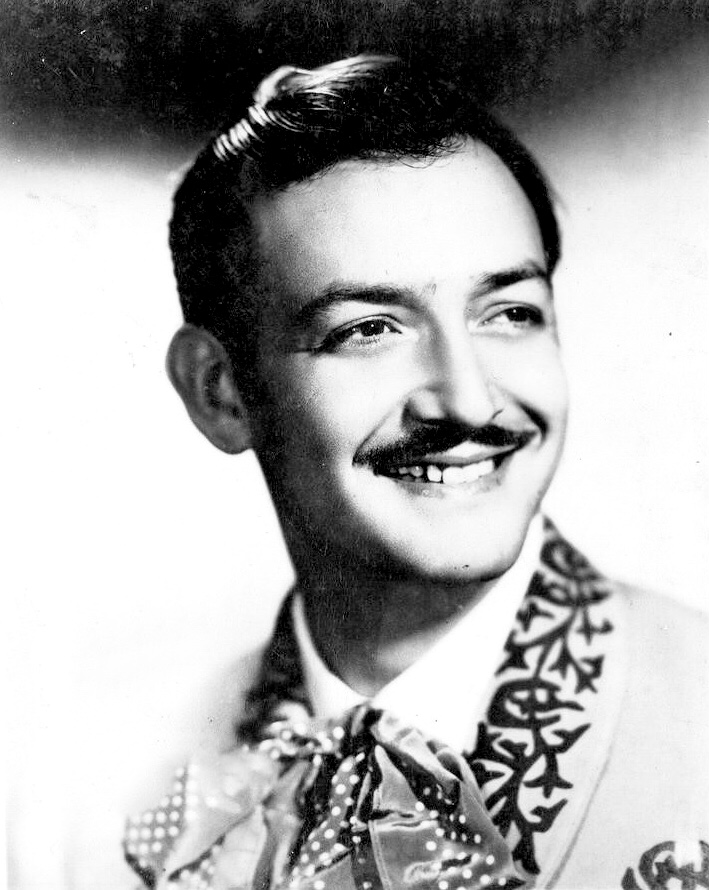
Fotografiado para una imagen publicitaria de los años cuarenta

| Año  | Título                                | Papel                                         |
| ---- | ------------------------------------- | --------------------------------------------- |
| 1953 | El rapto                              | Ricardo Alfaro                                |
| 1953 | Reportaje                             | Cantante/estrella de cine                     |
| 1952 | Tal para cual                         | Melitón/Paco Galván                           |
| 1952 | Dos tipos de cuidado                  | Jorge Bueno                                   |
| 1951 | Los tres alegres compadres            | Francisco/Pancho Mireles                      |
| 1951 | Un gallo en corral ajeno              | Daniel/Joaquín Montano                        |
| 1951 | Hay un niño en su futuro              | Jorge Negrete                                 |
| 1950 | Siempre tuya                          | Ramón García                                  |
| 1950 | Teatro Apolo                          | Miguel Velasco                                |
| 1949 | Allá en el Rancho Grande              | José Francisco                                |
| 1949 | Lluvia roja                           | Enrique Montero                               |
| 1949 | La posesión                           | Román Ruiz                                    |
| 1949 | Una gallega en México                 | Jorge Negrete                                 |
| 1948 | Jalisco canta en Sevilla              | Ignacio Mendoza                               |
| 1948 | Si Adelita se fuera con otro          | Francisco "Pancho" Portillo                   |
| 1946 | Gran Casino                           | Gerardo                                       |
| 1946 | El ahijado de la muerte               | Pedro/El Ahijado                              |
| 1946 | En Tiempos de la Inquisición          | Don Enrique de Acuña                          |
| 1945 | No basta ser charro                   | Ramón Blanquet/Jorge Negrete                  |
| 1945 | Camino de Sacramento                  | Juan Ruiz/Antonio Ruiz                        |
| 1945 | Canaima                               | Marcos Vargas                                 |
| 1945 | Hasta que perdió Jalisco              | Jorge Torres                                  |
| 1944 | Me he de comer esa tuna               | Rafael Landero                                |
| 1944 | Cuando quiere un mexicano             | Guillermo del Valle                           |
| 1943 | El rebelde                            | Juan Manuel Mendoza                           |
| 1943 | Una carta de amor                     | jefe liberal                                  |
| 1943 | Tierra de pasiones                    | Máximo                                        |
| 1943 | El Jorobado                           | Enrique de Lagardere/Esopo                    |
| 1942 | El Peñón de las Ánimas                | Fernando Iturriaga                            |
| 1942 | ¡Así se quiere en Jalisco!            | Juan Ramón Mireles                            |
| 1942 | Historia de un gran amor              | Manuel/Rodrigo Venegas                        |
| 1942 | Cuando viajan las estrellas           | Fernando Lazo                                 |
| 1942 | Seda, sangre y sol                    | José Molina                                   |
| 1941 | Fiesta                                | José                                          |
| 1941 | ¡Ay Jalisco, no te rajes!             | Salvador "Chava" Pérez Gómez/El ametralladora |
| 1938 | Una luz en mi camino                  | Es un invitado al teatro                      |
| 1938 | Juntos pero no revueltos              | Rodolfo del Valle                             |
| 1938 | El cementerio de las águilas          | Miguel de la Peña                             |
| 1938 | Juan sin miedo                        | Juanito                                       |
| 1938 | El fanfarrón (Aquí llegó el valentón) | Alberto                                       |
| 1938 | Perjura                               | Luis Espinosa                                 |
| 1938 | Caminos de ayer                       | Roberto Mendoza                               |
| 1938 | La Valentina                          | "El Tigre"                                    |
| 1937 | La madrina del Diablo                 | Carlos Durango                                |
| 1937 | Cuban Nights                          | Como un trovador cubano                       |

## Premios y nominaciones

### Instituto de Ciencias y Artes Cinematográficas del Ateneo Nacional de Ciencias y Artes de México
| Año  | Categoría                                       | Trabajo nominado           | Resultado |
| ---- | ----------------------------------------------- | -------------------------- | --------- |
| 1943 | Premio a la Mejor Actuación Artística Masculina | ¡Ay, Jalisco, no te rajes! | Ganador   |

### Asociación de Periodistas Cinematográficos Mexicanos
| Año  | Categoría                                       | Trabajo nominado           | Resultado |
| ---- | ----------------------------------------------- | -------------------------- | --------- |
| 1943 | Premio a la Mejor Actuación Artística Masculina | ¡Ay, Jalisco, no te rajes! | Ganador   |

### Premios ABC
| Año  | Categoría             | Trabajo nominado | Resultado |
| ---- | --------------------- | ---------------- | --------- |
| 1950 | Premio al Mejor Actor | Teatro Apolo     | Ganador   |